# Le Printemps (Botticelli)
Pour les articles homonymes, voir Printemps (homonymie) et Primavera.
Le Printemps (Primavera en italien prononcé : [ˌprimaˈveːra]) est une peinture allégorique de Sandro Botticelli, exécutée a  tempera sur panneau de bois entre 1478 et 1482, période de la Première Renaissance.
Elle a été décrite comme « l'une des peintures les plus commentées et les plus controversées au monde », et aussi « l'une des peintures les plus populaires de l'art occidental » .
Le tableau représente un groupe de personnages de la mythologie classique dans un jardin, mais aucune histoire n'a été trouvée pour réunir ce groupe particulier.
La plupart des critiques s'accordent à dire qu'il s'agit d'une allégorie basée sur la croissance luxuriante du printemps, mais les explications sur sa signification précise varient, bien que beaucoup fassent référence au néoplatonisme de la Renaissance qui fascinait alors les cercles intellectuels de Florence. Le sujet a été décrit pour la première fois comme  Primavera par l'historien de l'art Giorgio Vasari qui l'a vu à la Villa Castello, juste à l'extérieur de Florence, en 1550.
Le tableau est inévitablement évoqué avec La Naissance de Vénus, l'autre tableau mythologique de Botticelli, également aux Offices.
L'histoire du tableau n'est pas connue avec certitude ; il est possible qu'il ait été commandé par un membre de la famille Médicis, mais aucun document ne l'atteste. Le tableau s'inspire de plusieurs sources littéraires classiques et de la Renaissance, notamment des œuvres du poète romain antique Ovide et de Lucrèce, et pourrait également faire allusion à un poème de Ange Politien, le poète de la maison des Médicis qui aurait aidé Botticelli à concevoir la composition. Depuis 1919, le tableau fait partie des collections du musée des Offices de Florence, en Italie.

## Histoire

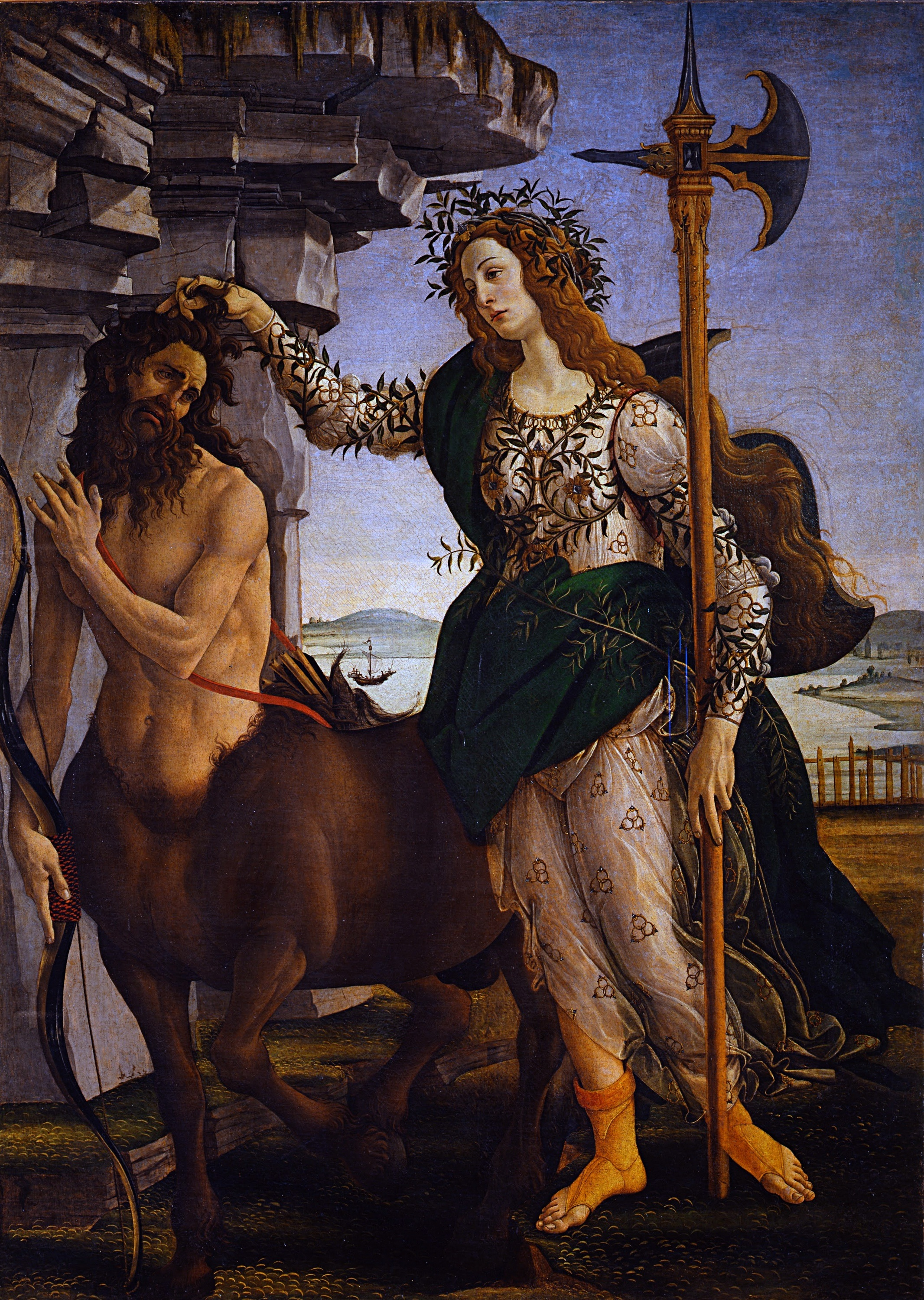
Pallas et le Centaure, Botticelli (1482) a été proposé comme le complément de Primavera.

L'origine du tableau n'est pas claire. Botticelli était absent à Rome pendant de nombreux mois entre 1481 et 1482, où il peignait dans la chapelle Sixtine, et les dates suggérées de sa création sont le plus souvent postérieures à cette date, mais parfois encore antérieures. La pensée a été quelque peu modifiée par la publication en 1975 d'un inventaire de 1499 de la collection de Lorenzo di Pierfrancesco de' Medici.
Les inventaires familiaux des Médicis de 1498, 1503 et 1516 ont également permis de préciser son emplacement d'origine, dans le palais de la Via Larga. L'inventaire de 1499 fait état de l'accrochage dans la villa médicéenne di Castello de  Lorenzo di Pierfrancesco de Médicis et de son frère Giovanni Il Popolano Il était accroché au-dessus d'un grand lettuccio, un meuble élaboré comprenant une base surélevée, un siège et un dossier, probablement surmonté d'une corniche. Le bas du tableau se trouvait probablement à peu près à la hauteur des yeux du spectateur.
Dans la même pièce une salle au rez-de-chaussée nommée la « casa vecchia » se trouvaient Pallas et le Centaure. ainsi qu'un grand tondo avec la Vierge à l'Enfant. Le tondo est aujourd'hui non identifié, mais il s'agit d'un type de peinture particulièrement associé à Botticelli. La valeur la plus élevée des trois tableaux lui a été attribuée, à savoir 180 lires. Un autre inventaire de 1503 indique que la « Primavera » avait un grand cadre blanc .
Dans la première édition de sa Vie de Botticelli, publiée en 1550, Giorgio Vasari dit avoir vu ce tableau, ainsi que celui de La Naissance de Vénus, accrochés dans la villa Castello, propriété des Médicis.
« A Castello, villa del Duca Cosimo, sono due quadri figurati, l'uno Venere che nasce e quelle aure e venti che la fanno venire a terra con gli amori, e così un'altra Venere che la Grazie la fioriscono, dinotando la Primavera. »
— Giorgio Vasari, Le Vite.

« À Castello, une villa appartenant au duc Cosimo, il y a deux tableaux, l'un représentant la naissance de Vénus et ces brises et vents qui la poussent à terre, avec les cupidons ; et aussi une autre Vénus que les Grâces ornent de fleurs, dénotant le printemps. »
— Le Vite.
Avant que l'inventaire ne soit connu, on croyait généralement que les deux tableaux avaient été réalisés pour la villa, probablement peu après son acquisition en 1477, soit à la demande de Lorenzo di Pierfrancesco, soit peut-être offerts par son cousin aîné et tuteur Lorenzo de' Medici. Assez curieusement, Vasari dit que les deux tableaux « contenaient des nus féminins », ce qui n'est pas strictement le cas ici,, bien que les vêtements laissent apparaître l'anatomie des personnages.
La plupart des spécialistes relient désormais le tableau au mariage de Lorenzo di Pierfrancesco de Médicis. Les tableaux et les meubles étaient souvent offerts en cadeau pour célébrer les mariages. Le mariage devait avoir lieu le 19 juillet 1482, mais avait été reporté après la mort de la mère de l'aîné Lorenzo le 25 mars. Il était initialement prévu pour le mois de mai. Les datations récentes tendent à privilégier le début des années 1480, après le retour de Botticelli de Rome, suggérant qu'il a été directement commandé en rapport avec ce mariage, ce que beaucoup soutiennent.
Une théorie plus ancienne, qui suppose une date antérieure, suggère que Laurent, plus âgé, a commandé le portrait pour célébrer la naissance de son neveu Giulio di Giuliano de' Medici (qui deviendra plus tard pape), mais qu'il a changé d'avis après l'assassinat du père de Giulio, son frère Giuliano, en 1478, et l'a fait réaliser comme cadeau de mariage pour Lorenzo di Pierfrancesco,.

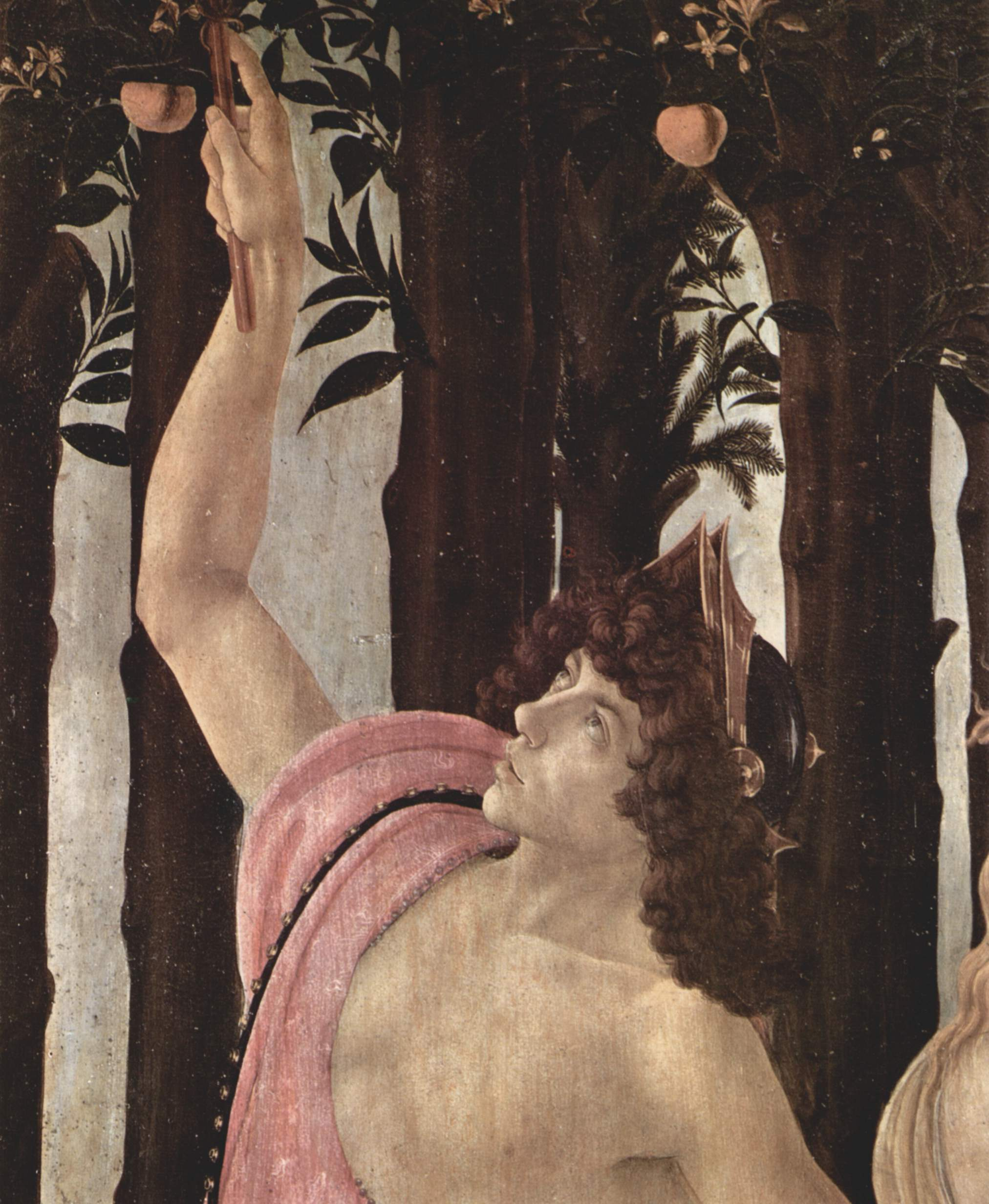
Mercure peut-être été modelé d'après Lorenzo di Pierfrancesco de Médicis, ou bien son cousin Giuliano.

Il est souvent suggéré que Lorenzo di Pierfrancesco serait le Mercure  et sa femme Sémiramis Appriani, Flore (ou Vénus). Dans les théories plus anciennes, qui situent le tableau dans les années 1470, il a été proposé que le modèle de Venus soit Simonetta Vespucci, épouse de Marco Vespucci et, selon la légende populaire, maîtresse de Julien de Médicis (qui est aussi parfois considéré comme le modèle de Mercure) ; ces identifications dépendent d'une date précoce, dans les années 1470, car tous deux étaient morts en 1478. Simonetta était la tante de la fiancée de Lorenzo, Semiramide. Leopold Ettlinger résume les nombreuses interprétations du tableau en disant qu'il s'agit d'une « descente vers le ridicule - une pantomime wagnérienne jouée à la mémoire de Julien de Médicis assassiné et de sa bien-aimée Simonetta Vespucci avec les Nornes germaniques déguisées en Grâces méditerranéennes ».
Lorsque ce tableau et la Naissance de Vénus ont été réunis à Castello, ils sont restés ensemble jusqu'en 1815, date à laquelle ils ont été transférés aux Uffizi (Galerie des Offices). Pendant quelques années, jusqu'en 1919, ils ont été conservés à la  Galleria dell'Accademia, un autre musée gouvernemental de Florence. À partir de 1919, le tableau est accroché à la Galerie des Offices de Florence. Pendant la Seconde Guerre mondiale, le tableau a été déplacé au château de Montegufoni, à une quinzaine de kilomètres au sud-ouest de Florence, pour le protéger des bombardements de guerre puis restitué aux Uffizi  où il se trouve à présent. En 1978, le tableau a été restauré. L'œuvre s'est considérablement assombrie au fil du temps.

## Technique
La technique utilisée dans le tableau est précise, à commencer par la disposition des grandes planches qui, jointes, forment le support. Sur celles-ci, Botticelli a étalé une préparation différente selon les zones : beige clair là où sont peintes les figures et noir pour la végétation. Le peintre y a ensuite appliqué des couleurs à la détrempe par couches successives, obtenant ainsi des effets de grande légèreté.

## Style
Plusieurs caractéristiques stylistiques typiques de l'art de Botticelli se lisent dans l'œuvre : tout d'abord, la recherche de la beauté et de l'harmonie idéale, emblématique de l'humanisme, qui se concrétise dans l'utilisation préférentielle du dessin et du contour (dérivé de l'exemple de Filippo Lippi) générant des poses sinueuses et souples, des gestes calibrés, des profils idéalement parfaits. La scène idyllique est ainsi dominée par des rythmes et des équilibres formels savamment calibrés. Le balancement harmonieux des figures, qui garantit l'unité de la représentation, a été qualifié de « musical ».
Dans tous les cas, l'attention portée au dessin ne se résout jamais en effets purement décoratifs, mais maintient un regard sur la volumétrie et le rendu véridique des différentes matières, notamment dans les vêtements très légers.
L'attention de l'artiste est concentrée sur la description des personnages et ensuite sur les espèces végétales, qui semblent soigneusement étudiées, peut-être d'après nature, à l'instar de Léonard de Vinci qui était déjà un artiste établi à l'époque. Botticelli accorde moins de soin à l'arrière-plan, les arbres et les arbustes créant une toile de fond sombre et compacte. Le vert utilisé, comme dans d'autres œuvres de l'époque, devait à l'origine être plus clair, mais il s'est oxydé en nuances plus sombres au fil du temps.
Les figures se détachent nettement sur le fond sombre, avec une spatialité simplifiée, essentiellement plate ou du moins peu suggérée, comme dans les tapisseries. Il ne s'agit pas d'une référence à l'imaginaire désormais lointain du monde gothique, comme l'ont soutenu certains critiques d'art, mais plutôt de la démonstration de la crise alors naissante de la perspective et des idéaux rationnels du début du XVe siècle, qui atteint son apogée à l'époque de Savonarole (1492-1498) et connaît des développements radicaux dans l'art du XVIe siècle, vers une insertion plus libre des figures dans l'espace.

## Analyse du tableau

### Composition

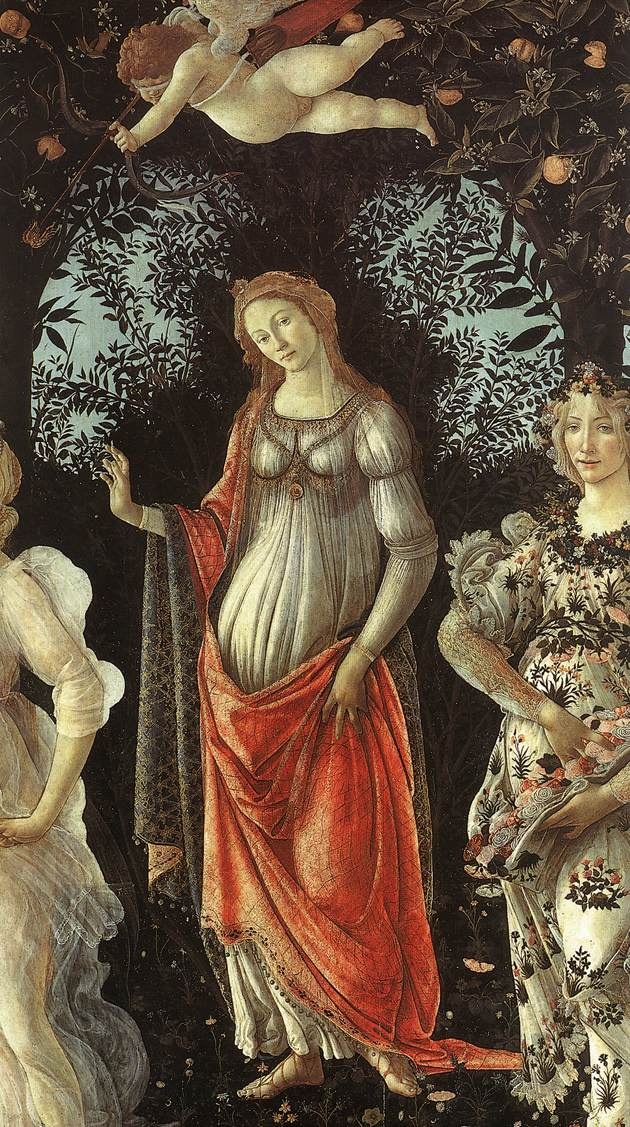
Vénus debout sous un arc.

#### Généralités
La composition de l'œuvre est constituée d'un premier plan, avec des figures en clair aux silhouettes longilignes mises en valeur par un arrière-plan plus sombre.
Les femmes de cette œuvre ont toutes des caractères physiques longilignes similaires, une chevelure avec des mèches bien mises en valeur par des traits sombres, un visage de forme ovale allongé avec une bouche finement charnue, le nez droit et les yeux en amande.
Les hommes sont placés aux extrémités du tableau, délaissés, semblant uniquement encadrer les figures féminines.
Il s'agit d'un mélange de figures allégoriques à la fois profanes (renvoyant à la mythologie gréco-romaine) et sacrées (c’est-à-dire religieuses chrétiennes) sur un fond sombre d'orangers. La confusion entre Vénus et la Vierge est troublante. Le jardin représenté ici rappelle le jardin de Vénus que Sandro Botticelli rapporte à celui des Hespérides, filles d'Atlas qui, accompagnées d'un Dragon, gardent les pommes d'or dédiées à la déesse de la beauté.
Cependant, les orangers fleuris qui semblent se refléter parmi les fleurs qui parsèment le sol nous indiquent que nous sommes au printemps et plus précisément au mois de mai.
La scène semble être éclairée de devant comme en témoigne la clarté des vêtements. Cette lumière produit un effet de profondeur entre les arbres de l'arrière-plan. La composition privilégie les lignes sinueuses et une chromatique toute en fraîcheur, avec un rendu minutieux des détails. Il y a plus de 500 espèces de plantes dans ce jardin.

#### Détail

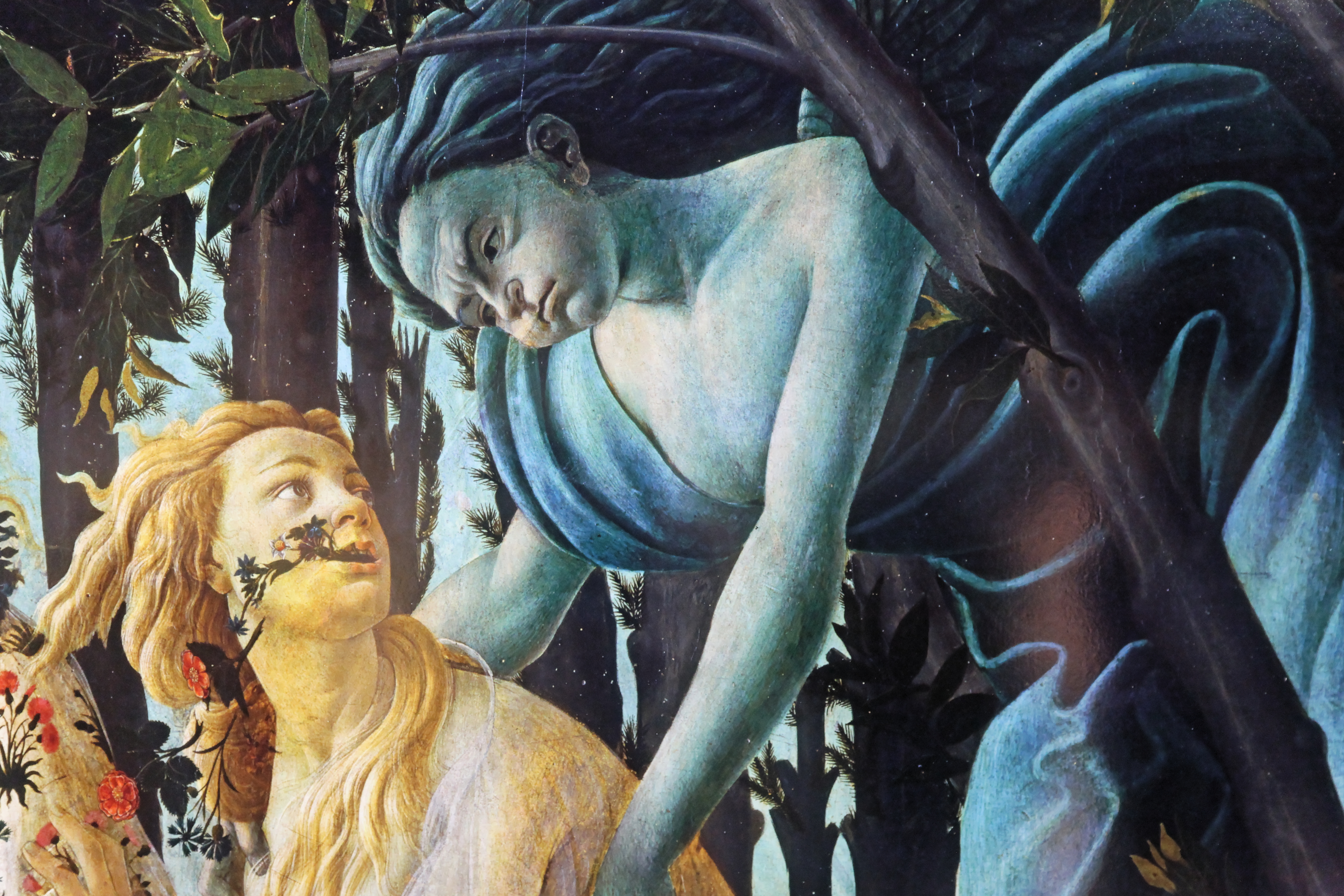
Détail de Chloris troublée par Zéphyr.

Le tableau présente six figures féminines et deux masculines, ainsi qu'un cupidon, dans une orangeraie. Le mouvement de la composition va de droite à gauche, et c'est dans cette direction que l'identification standard des figures est la suivante : à l'extrême droite, Zéphyr, le vent mordant du mois de mars, enlève et possède la nymphe Chloris, qu'il épouse ensuite et transforme en divinité ; elle devient la déesse du printemps, éternelle porteuse de vie, et disperse des roses sur le sol. Chloris la nymphe chevauche Flore, la déesse en laquelle elle se transforme.
Au centre et un peu en retrait des autres figures se tient Vénus, une femme drapée de rouge et vêtue de bleu. Comme la cueilleuse de fleurs, elle renvoie le regard du spectateur. Les arbres derrière elle forment un arc brisé qui attire le regard. Au-dessus d'elle, un Cupidon aux yeux bandés tend son arc vers la gauche. À gauche du tableau, les Trois Grâces, un groupe de trois femmes également vêtues de blanc diaphane, se donnent la main pour danser. À l'extrême gauche, Mercure, vêtu de rouge, muni d’une épée, et coiffé d'un casque, lève son caducée ou sa baguette de bois en direction de quelques nuages gris vaporeux.
Les interactions entre les personnages sont énigmatiques. Zéphyr et Chloris se regardent l'un l'autre. Flora et Vénus regardent le spectateur, le Cupidon a les yeux bandés, et Mercure tourne le dos aux autres, et regarde les nuages. La Grâce centrale regarde vers lui, tandis que les deux autres semblent se regarder l'une l'autre. Le sourire de Flore est inhabituel dans la peinture à cette date.
Le paysage pastoral est élaboré. Il y a 500 espèces végétales identifiées dans le tableau, avec environ 190 fleurs différentes, dont au moins 130 peuvent être spécifiquement identifiées. L'aspect général et la taille du tableau sont similaires à ceux des tapisseries flamandes millefleurs, décorations populaires pour les palais à l'époque,.
Dans les années 1480, ces tapisseries n'avaient pas atteint les développements artistiques de la Renaissance italienne et la composition du tableau présente des aspects qui appartiennent à un style encore gothique. Les figures sont réparties en une ligne  sur le devant de l'espace pictural, « placées côte à côte comme des perles sur un collier ». Dans le cadre pour lequel le tableau a été conçu, le fond était à peu près à la hauteur des yeux, ou légèrement au-dessus, ce qui explique en partie le plan légèrement ascendant sur lequel se tiennent les personnages.
Les pieds de Vénus sont placés plus hauts que ceux des autres personnages, montrant qu'elle est derrière eux, mais elle est à la même échelle, sinon plus grande, que les autres personnages. Le chevauchement des autres figures par l'épée de Mercure et les mains de Chloris montre qu'elles se tiennent légèrement devant respectivement la Grâce et la Flore de gauche. Les fleurs ne se réduisent pas vers l'arrière de l'espace pictural, ce qui est certainement une caractéristique des tapisseries de millefleurs.
Les costumes des personnages sont des versions de l'habillement de la Florence contemporaine, bien que le genre de « costumes quasi théâtraux conçus pour les mascarades qui selon Vasari ont été inventés par Laurent de Médicis pour les cérémonies et les tournois ».

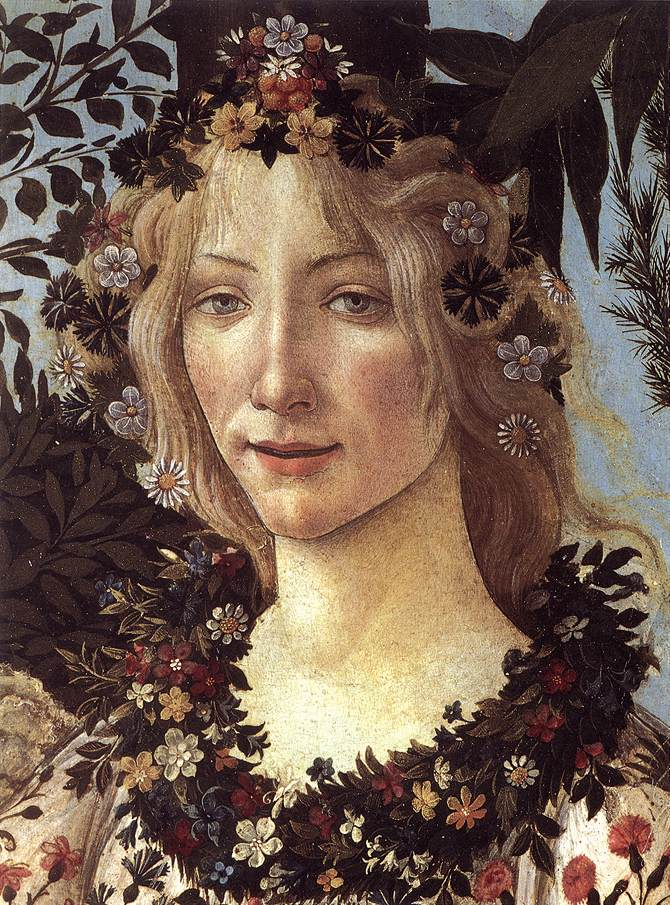
Flore, la déesse des fleurs et du printemps.
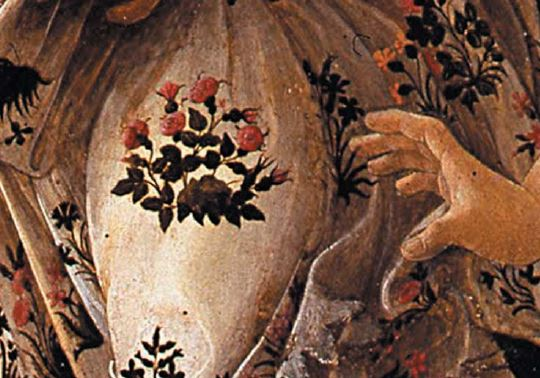
Détail de la robe de Flore.

## Signification

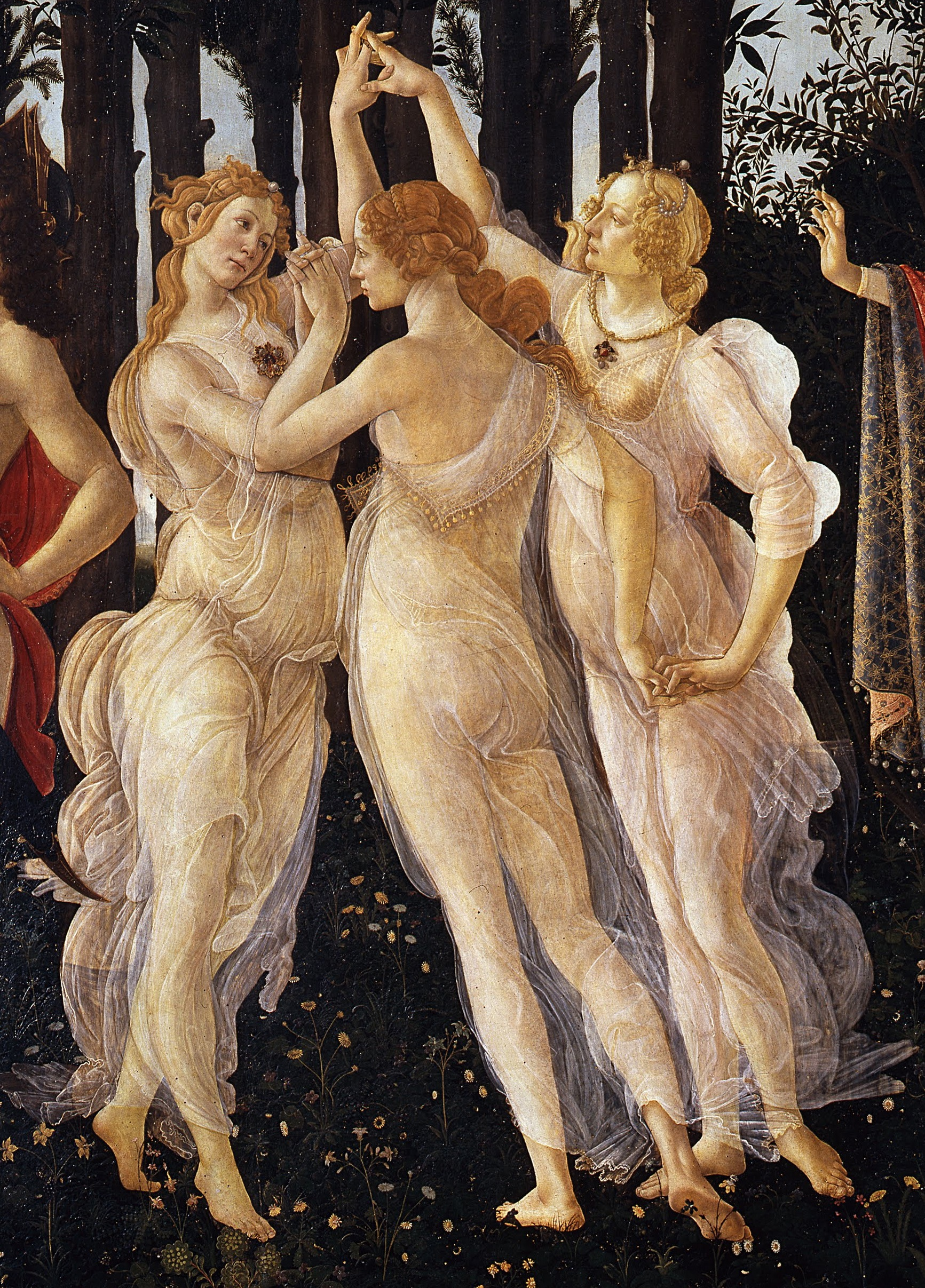
Les Trois Grâces.

Diverses interprétations des figures sont avancées, mais on s'accorde généralement à dire qu'au moins à un certain niveau, le tableau est « une allégorie mythologique élaborée de la fertilité naissante du monde ». On pense que Botticelli ait été aidé à concevoir la composition du tableau et les significations qu'il est censé contenir, car le tableau reflète une connaissance approfondie de la littérature et de la philosophie classiques que Botticelli ne possédait probablement pas. On pense généralement qu'Ange Politien y ait participé, bien qu'est également  mentionné Marsilio Ficino, un autre membre du cercle de Laurent de Médicis et une figure clé du néoplatonisme de la Renaissance,.
L'un des aspects du tableau est une représentation de la progression de la saison du printemps, lue de droite à gauche. Le vent du début du printemps souffle sur la terre et fait naître la croissance et les fleurs, sous la présidence de Vénus, déesse du mois d'avril, tandis qu'à gauche, Mercure, dieu du mois de mai dans le calendrier romain primitif, chasse les derniers nuages avant l'été. En plus de faire partie d'une séquence de la saison, Mercure, en dissipant les nuages, agit en tant que gardien du jardin, ce qui explique en partie sa tenue militaire et son orientation vers l'extérieur de l'espace pictural. Un passage de l'Énéide de Virgile le décrit en train de dégager les cieux avec son caducée Une vision néoplatonicienne plus positive des nuages est qu'ils sont « les voiles bienfaisants à travers lesquels la splendeur de la vérité transcendante peut atteindre le spectateur sans le détruire ».
Vénus préside le jardin, une orangeraie, un symbole des Médicis. C'est aussi le jardin des Hespérides du mythe classique, d'où proviennent les pommes d'or utilisées dans le Jugement de Pâris. Les Grecs hellénistiques avaient décidé qu'il s'agissait d'agrumes exotiques. Selon Claudien, aucun nuage n'y était autorisé. Vénus se tient devant les feuilles sombres d'un buisson de myrte. Selon Hésiode, Vénus était née de la mer après que le sperme d'Uranus fut tombé sur les eaux. Ayant débarqué dans un coquillage, elle avait revêtu sa nudité de myrte et la plante lui était donc devenue sacrée. Vénus apparaît ici dans son rôle de déesse du mariage, vêtue et les cheveux modestement couverts, comme les femmes mariées devaient le faire en public.
Les Trois Grâces qui accompagnent traditionnellement Vénus sont des sœurs. Dans l'art classique (mais pas dans la littérature), elles sont habituellement nues, immobiles et se tenant la main. La représentation ici est proche d'une adaptation de Sénèque par Leon Battista Alberti dans son De pictura (1435), que Botticelli connaissait certainement
La flèche de Cupidon est dirigée vers la Grâce du centre, Chasteté, selon Wind  et l'impact de l'amour sur la chasteté, menant à un mariage, fait l'objet de diverses interprétations,. Chasteté regarde vers Mercure et certaines interprétations, en particulier celles qui identifient les figures comme étant modelées sur des individus réels, voient ce couple comme étant assorti à Chloris et Zéphyr situé à l'autre côté du tableau.
Dans une autre interprétation, l'amour charnel terrestre représenté par Zéphyr à droite est rejeté par la figure centrale des Grâces, qui tourne le dos à la scène, insouciante de la menace que représente Cupidon pour elle. Elle se concentre sur Mercure, qui lui regarde au-delà de la toile ce que des critiques considèrent comme la pièce complémentaire du Printemps, Pallas et le Centaure, dans lequel « l'amour orienté vers la connaissance » (incarné par Pallas Athéna) triomphe de la luxure (symbolisée par le centaure).
L'identification de base des personnages est largement acceptée,,, mais dans le passé, d'autres noms ont parfois été utilisés pour les femmes de droite, qui sont deux étapes de la même personne dans l'interprétation habituelle. La femme à la robe fleurie peut être appelée Primavera (une personnification du printemps), avec Flore la figure poursuivie par Zéphyr  Un érudit a suggéré en 2011 que la figure centrale ne serait pas Vénus, mais Perséphone.
Outre sa signification explicite, le tableau a été interprété comme une illustration de l'idéal de l'amour néoplatonicien popularisé par Marsile Ficin auprès des Médicis et de leurs partisans. Les philosophes néoplatoniciens considéraient que Vénus régnait sur l'amour terrestre et divin et affirmaient qu'elle était l'équivalent classique de la Vierge Marie, ce à quoi fait allusion la façon dont elle est encadrée dans un cadre ressemblant à un autel, similaire aux images contemporaines de la Vierge Marie,. Le geste de bienvenue de Vénus, probablement adressé au spectateur, est le même que celui utilisé par Marie envers l'archange Gabriel dans les peintures contemporaines de l'Annonciation,.
Les allusions aux noms des Médicis comprennent probablement les boules d'or des oranges, rappelant celles du blason des Médicis, les lauriers, les flammes sur le costume de Mercure et Vénus, qui sont un attribut de saint Laurent (Lorenzo en italien). Mercure était le dieu de la médecine et des médecins, medici en italien. De tels jeux de mots sur les Médicis, et dans Vénus et Mars sur les Vespucci, traversent les tableaux mythologiques de Botticelli.

## Descriptif

### Zéphyr et Flore

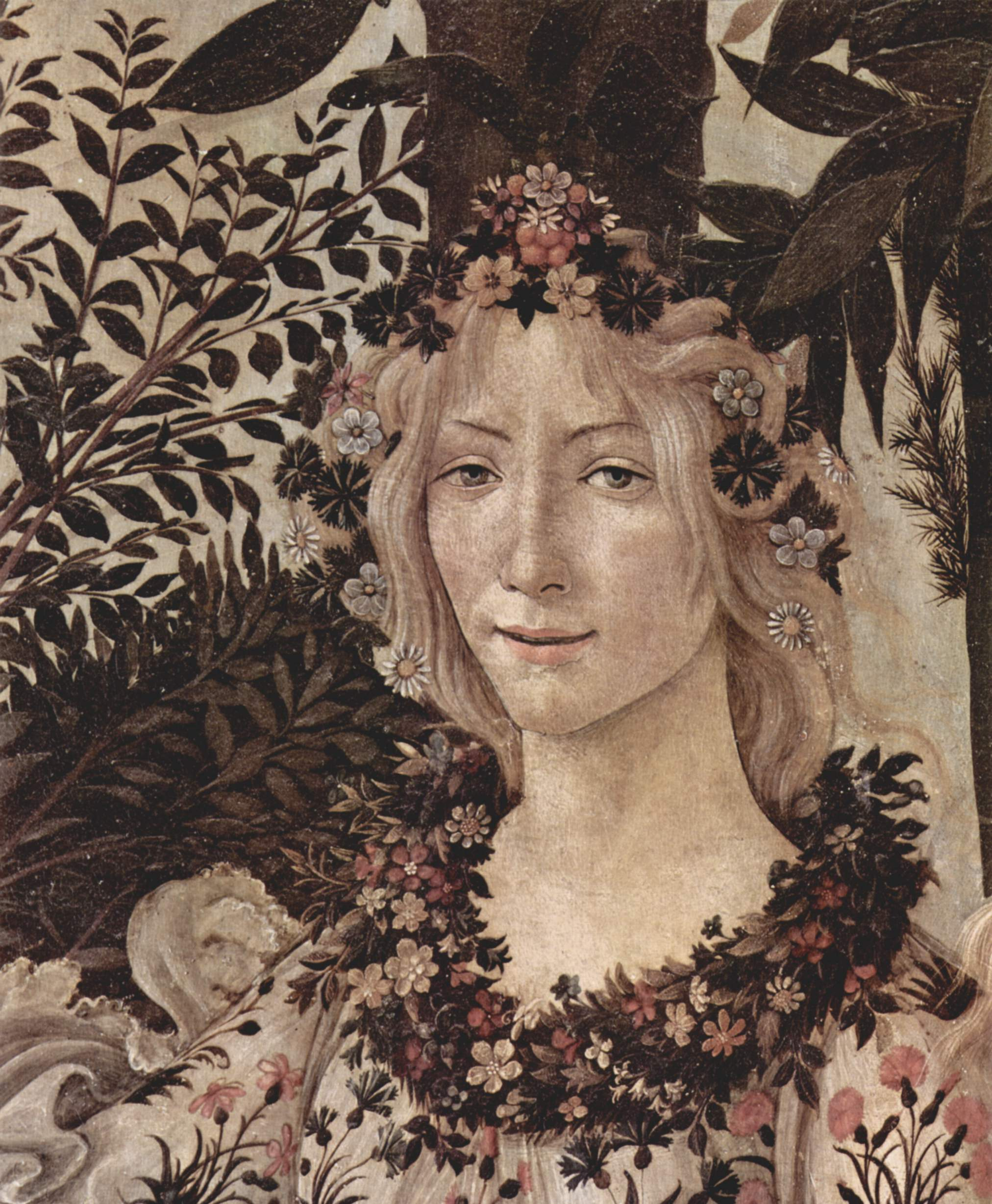
Chloris, devenue Flore en majesté : une allégorie de la cité de Florence ?

Ce sont des fleurs qui sortent de la bouche de Flore, qui se trouve être la nymphe des fleurs (Chloris) des Grecs, lorsque Zéphyr, dieu du vent, lui souffle dessus, causant un trouble visible dans l'expression du visage, trouble qui va lui révéler sa féminité. Ces deux personnages mythologiques sont déjà présents lors de La Naissance de Vénus, où l'on peut apercevoir l'enlèvement de Chloris par Zéphyr qui la viole, puis la prend pour épouse et lui offre l'empire des fleurs. Ils sont donc très importants dans l'allégorie du printemps car Zéphyr apporte le vent humide et chaud bénéfique à cette saison et Chloris devient Flore déesse des fleurs et fleurit la nature.

### La figure centrale
Avec son ventre rond, Vénus semble prête à enfanter. Le myrte située derrière elle fait référence à la grossesse et au désir sexuel en contexte de mariage. Sa posture rappelle celle des statues romaines et les rangées d'arbres amplifient cette position.
Elle désigne de sa main droite les trois Grâces afin d'attirer notre attention sur son fils Cupidon. Elle arbore une tenue ample qui met ses formes en valeur, et le voile blanc tenu par un léger serre-tête rappelle la coiffure des femmes mariées de la Renaissance. Elle arbore les mêmes traits fins que toutes les femmes peintes par Botticelli, avec un petit visage ovale et des yeux en amandes.

### Cupidon

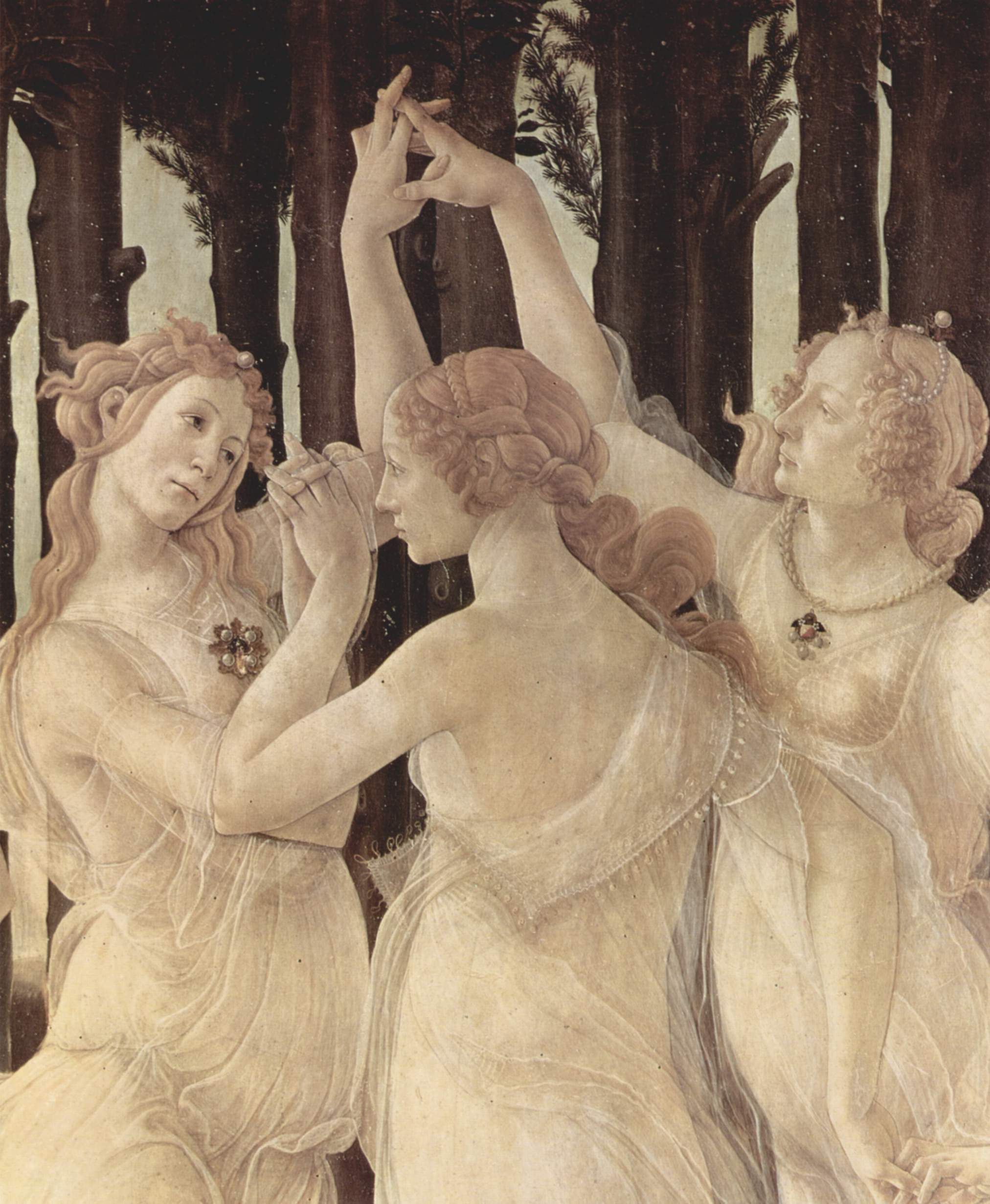
La flèche, la danse amoureuse, et la polarité de ces symboles.

L'ange Cupidon, flèche tendue, se trouve au-dessus de la figure centrale. Une analyse très particulière du travail de Botticelli, cinq cents ans avant l'avènement de la psychanalyse, révèle des messages dans ce tableau que la bonne morale cléricale de son époque aurait réprouvés :
Amour, Cupidon va tirer sa flèche, ce à quoi l'on s'attend de par la tradition picturale. Cela correspond à l'idée que l'on se donne du bourgeonnement végétal, sujet du tableau.
De plus, ses yeux bandés représentent quelque chose d'essentiel en amour : l'amour rend aveugle.

### Les trois Grâces
Assimilées à Catherine Sforza – à laquelle Botticelli avait déjà fait un portrait comme sainte Catherine d'Alexandrie, conservé au musée Lindenau (de) de Altenbourg (Allemagne) – les trois Grâces sont représentées comme la Beauté, la Vertu et la Fidélité (renvoyant à la mythologie gréco-romaine), ou encore comme l'Allégresse, l'Abondance et la Splendeur. Elles forment une ronde, et leurs corps sont tout en mouvement : on le voit en premier lieu grâce à leurs bras dansants, mais on note aussi leurs voiles flottant dans les airs et leurs pieds nus appuyés sur la pointe,.

### Mercure

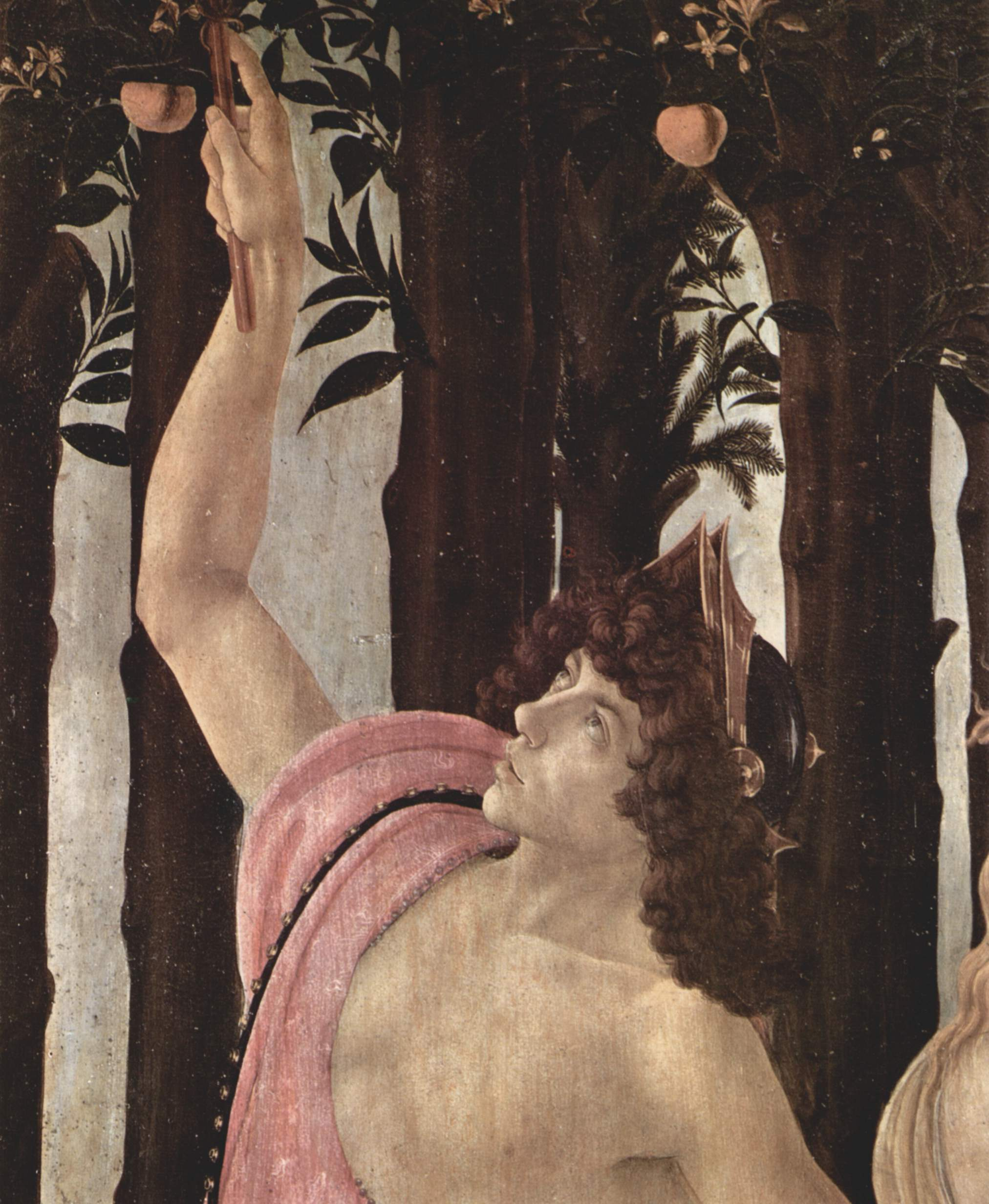
Un caducée pour faire disparaître les nuages entrant en haut à gauche du tableau.

On peut reconnaître le dieu Mercure (Hermès chez les Grecs) grâce à ses trois attributs : le casque d'Hadès, le caducée et les sandales ailées qui font de lui le messager des dieux olympiens. Il constitue le gardien du jardin et en chasse les nuages qui risqueraient de l'assombrir et de dissimuler la vérité : rien, pas même les intempéries, ne doit troubler l'idéal platonique  apporté par les personnages-idées placées sur ce tableau.

## Autres interprétations
Preuve que l'interprétation picturale n'est en rien monolithique, une autre d'entre elles consiste à inscrire cette peinture dans le canevas politique de la rivalité des cités-États de la péninsule Italique durant le Quattrocento (XVe siècle italien) : selon cette vision, l'Amour (Amor) serait la cité de Rome (Roma en italien, en effectuant une anagramme) ; les trois grâces figureraient Pise, Naples et Gênes ; Mercure, la ville de Milan ; Flore, la cité de Florence et la figure centrale serait Mantoue
Dans cette logique Chloris et Zéphyr figureraient le couple Venise et Bolzano, ou encore Arezzo et Forlì..
C'est aussi un tableau de mariage, celui de Lorenzo di Pierfrancesco de Médicis, un cousin de Laurent de Médicis, avec Sémiramis Appriani que l'on peut identifier comme les deux personnages vêtus de rouge, couleur de la passion.

## Sources inspiratrices évoquées
Parmi les nombreuses sources littéraires qui ont pu alimenter le tableau, la plus claire a été évoquée pour la première fois par Aby Warburg en 1893, dans sa dissertation fondamentale sur le tableau,. Le groupe à droite du tableau a été inspiré par une description du poète romain Ovide de l'arrivée du printemps (Fastes, livre 5, 2 mai). Dans celle-ci, la nymphe des bois Chloris raconte comment ses charmes nus ont attiré le premier vent du printemps, Zéphyr. Zéphyr la poursuivit et, tandis qu'elle était ravie, des fleurs jaillirent de sa bouche et elle se transforma en Flore, déesse des fleurs. Dans l'œuvre d'Ovide, le lecteur apprend que « jusqu'alors, la terre n'avait qu'une seule couleur ». D'après le nom de Chloris, on peut supposer que la couleur était le vert, le mot grec pour vert est khloros, la racine de mots comme chlorophylle et c'est peut-être la raison pour laquelle Botticeli a peint Zéphyr dans des tons bleu-vert.
D'autres éléments spécifiques peuvent avoir été tirés d'un poème de Politien. Comme le poème de Politien, Rusticus, a été publié en 1483 et que le tableau est généralement considéré comme ayant été achevé vers 1482, certains érudits ont prétendu que l'influence était inversée, en gardant à l'esprit que Politien est généralement considéré comme ayant aidé à concevoir l'allégorie du tableau.
Une autre source d'inspiration pour le tableau semble être le poème de Lucrèce De rerum natura, qui comprend les lignes suivantes « Le printemps et Vénus arrivent, et le fils de Vénus, / Le messager ailé, marche devant, / Et sur les traces de Zéphyr, Mère Flore, / Arrosant les chemins devant eux, les remplit tous / De couleurs et d'odeurs excellentes »,,
Il existe une pléthore de sources littéraires, dont la plupart ne sont probablement pas connues de Botticelli, ou qui lui ont été indiquées par des conseillers, il en va autrement des sources visuelles que l'artiste a pu constater de visu.

« Mais d'où, au sens visuel plutôt que littéraire, est venue cette vision ? C'est le mystère du génie.  À partir de sarcophages antiques, de quelques pierres précieuses et reliefs, et peut-être de quelques fragments de vaisselle arétine ; à partir de ces dessins de vestiges classiques d'artistes contemporains qui circulaient dans les ateliers florentins; à partir d'un matériau aussi maigre et médiocre, Botticelli a créé l'une des évocations les plus personnelles de la beauté physique dans tout l'art, les Trois Grâces de la Primavera »

— (Kenneth Clark).

## Postérité

Flore, par Evelyn De Morgan en 1894.

En 1894, la peintre britannique Evelyn De Morgan s'inspire d'une figure du Printemps pour sa Flore préraphaélite.
En 1956, le peintre belge René Magritte fait figurer la Flore du Printemps dans son tableau surréaliste Le Bouquet tout fait. Elle y apparaît comme en superposition devant le dos d'un homme chapeauté debout devant une forêt.
Le tableau fait par ailleurs partie du musée imaginaire de l'historien français Paul Veyne, qui le décrit dans son ouvrage justement intitulé Mon musée imaginaire. Il relève également des « 105 œuvres décisives de la peinture occidentale » constituant celui de Michel Butor.